# Tŕstie
Tŕstie je přírodní rezervace v oblasti Muráňská planina.
Nachází se v katastrálním území obcí Tisovec a Krokava v okrese Rimavská Sobota v Banskobystrickém kraji. Území bylo vyhlášeno v roce 1980 na rozloze 28,71 ha. Ochranné pásmo nebylo stanoveno.